# Casa consistorial de Porriño

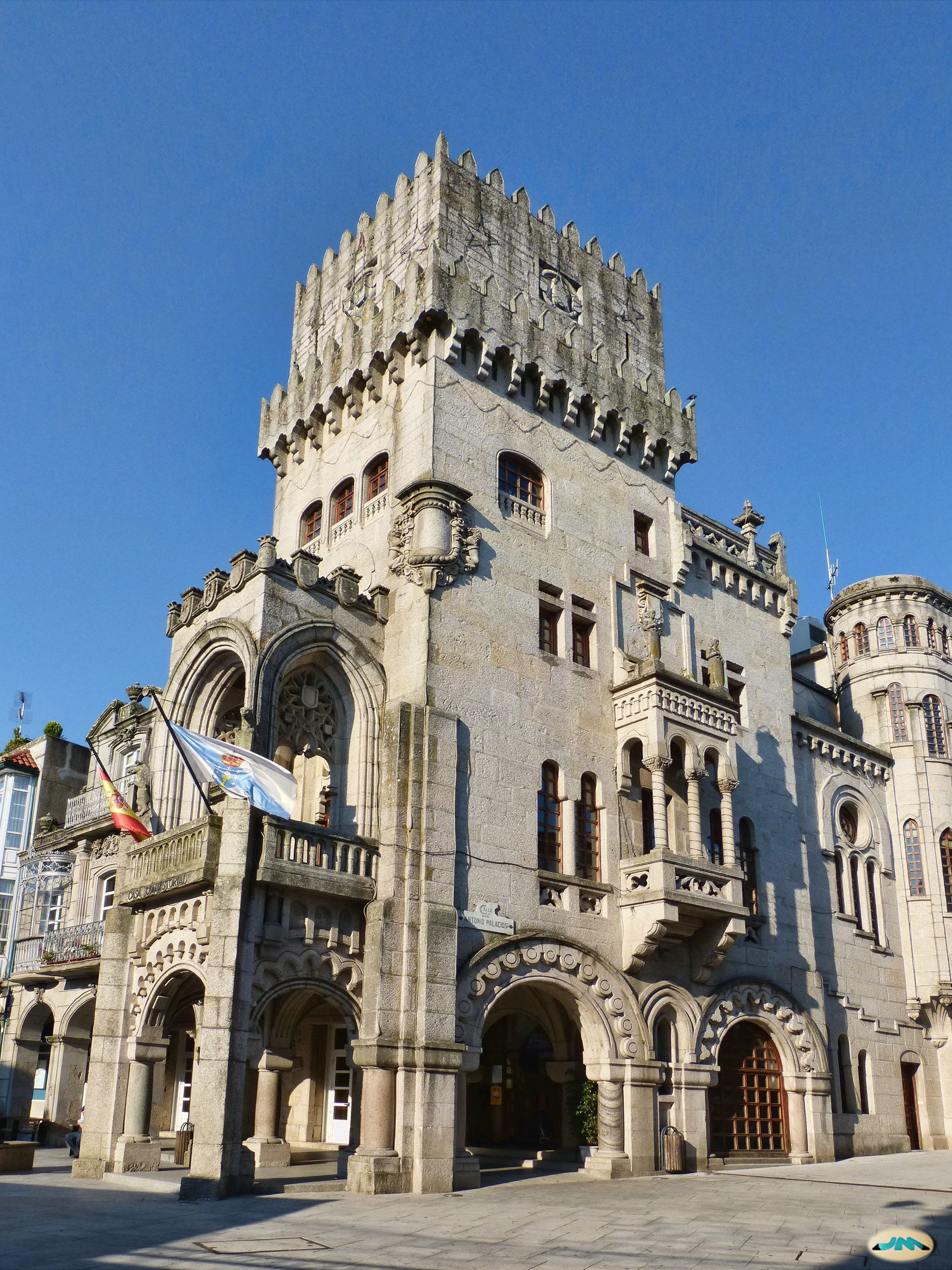
Casa Consistorial do Porriño

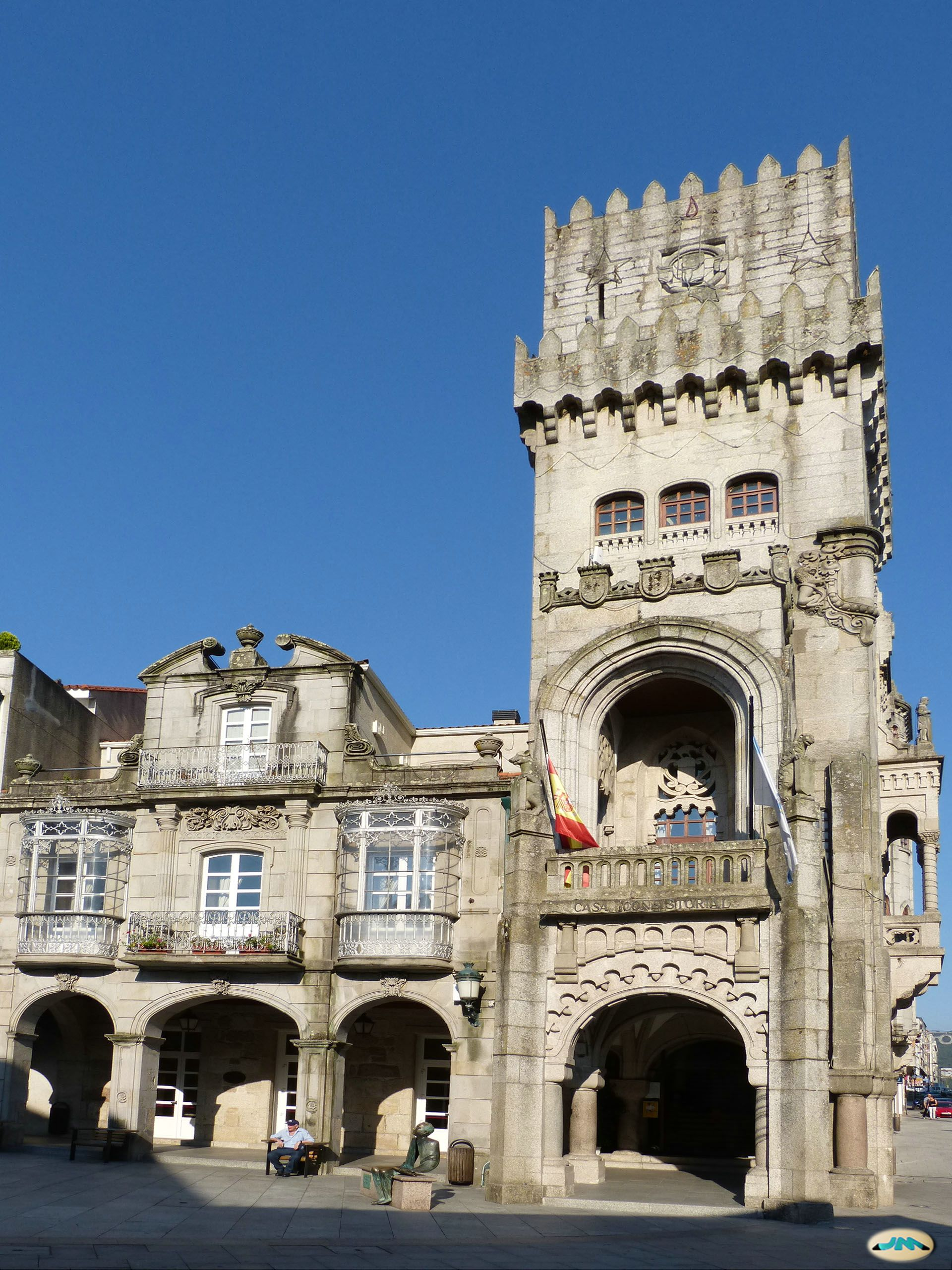
Casa Consistorial do Porriño

La casa consistorial de Porriño es un edificio ubicado en Porriño (provincia de Pontevedra), sede del ayuntamiento del municipio homónimo. Corresponde a un edificio construido en el periodo que va desde 1919 hasta el 1924 por el arquitecto Antonio Palacios Ramilo. El estilo que aplica Palacios se encuadra dentro de la corriente regionalista. Los diseños son realizados sin encargo previo, y ensaya en un pequeño solar un edificio con carácter monumental. Algunos autores gallegos de la época alaban la labor comparándola a la de un poeta.